# Kompleksni regionalni bolečinski sindrom
Kompleksni regionalni bolečinski sindrom (KRBS, v angl. CRPS) je kronična progresivna bolezen, za katero je značilna močna bolečina, otekanje in spremembe na koži. Poznamo dva tipa sindroma:
- Tip 1 se razvije pri poškodbah mehkih tkiv in kosti brez poškodbe živca; v preteklosti so stanje poznali tudi pod imeni refleksna simpatetična distrofija (RSD), Sudeckova atrofija, Sudeck, refleksna nevrovaskularna distrofija (RND).
- Tip 2 sledi jasni poškodbi perifernega živca.

Bolezen nastane iz slabo pojasnjenih razlogov in v nejasnih okoliščinah. Težave navadno pripisujemo nenormalnemu delovanju avtonomnega, v glavnem simpatičnega živčeja. Običajno se razvije po zlomu ali operaciji okončin, v primeru prizadetosti živčevja zaradi obrabnih sprememb vratne hrbtenice in tudi po miokardnem infarktu, včasih pa nastane kar iz neznanega razloga.